# 吳佩凌
吳姵琳(吳佩凌）
吳姵琳(吳佩凌)（英語：Ariel Wu ，6月22日—），
台灣女藝人、專業演員，演出橫跨影視、劇場、相聲、主持。
國立台灣藝術大學戲劇學系第一屆碩士。為台北曲藝團專業青年演員、講師，擅相聲、竹板等表演形式。為兩岸為數不多的女相聲演員之一。本身主修專攻戲劇、戲曲等表演外，因為肢體靈活、興趣廣泛，另外涉獵舞蹈（如芭蕾舞、民族舞、國舞、流行熱舞等）、音樂（鋼琴、電子琴、吉他及琵琶等）及配音等方面。目前除了相聲、戲劇演出之外，也擔任多所學校、各研習營及經紀公司之說唱藝術、戲劇表演、舞蹈教師。持續以成為多才多藝的全方位演員為目標。

### 影音演出
| 年份   | 頻道                                 | 劇名                                                             | 飾演                         |
| ------ | ------------------------------------ | ---------------------------------------------------------------- | ---------------------------- |
|        | 台視                                 | 《台灣風雲》(自第24集改名台灣風雲起) - 土地公的契子              | 阿娟                         |
|        | 台視                                 | 《台灣風雲》(自第24集改名台灣風雲起) - 當鋪老闆的秘密            | 小玉                         |
|        | 台視                                 | 《玫瑰瞳鈴眼》 - 十二色女之謎情草藥女                            | 酒店小姐                     |
|        | 台視                                 | 《新玫瑰瞳鈴眼》 - 床底下的哭聲                                  | 倩玉                         |
| 2023年 | 大愛電視台                           | 《最佳配角》                                                     | 秀美                         |
| 2022年 | 大愛電視台                           | 《隨風 隨緣》                                                    | 詹緞                         |
| 2018年 | 北京中央電視台                       | 《越戰越勇喜劇版》                                               | 相聲《左右為難》             |
| 2018年 | 北京中央電視台                       | 《首屆相聲小品大賽》                                             | 相聲《命中注定》             |
| 2018年 | 上海東方衛視                         | 《相聲有新人》                                                   | 相聲《選秀》                 |
| 2018年 | 天津衛視                             | 《笑禮相迎》                                                     | 相聲《擇偶條件》             |
| 2018年 | 天津衛視                             | 《中秋相聲大會》                                                 | 相聲《左右為難》             |
| 2016年 | 八大電視                             | 《命運交叉路》第11單元 別惹女人                                  | 林心芯                       |
| 2014年 | 三立台灣台                           | 《世間情》                                                       | 游美慧（阿美）               |
| 2015年 | 三立台灣台                           | 《珍珠人生》                                                     | 美娟                         |
| 2017年 | 三立台灣台                           | 《一家人》                                                       | 茶耙美（假媽媽）             |
| 2018年 | 三立台灣台                           | 《金家好媳婦》                                                   | 吳英華（Sakura，櫻花）       |
| 2009年 | 大愛電視台                           | 《家在何方》                                                     | 社工                         |
| 2011年 | 大愛電視台                           | 《祖孫情》                                                       | 方老師（以藝名吳妍琳出演）   |
| 2015年 | 大愛電視台                           | 《愛·逆轉》                                                      | 蘇美珠                       |
| 2015年 | 大愛電視台                           | 《金門大國銘》                                                   | 蔡羨輝                       |
| 2015年 | 大愛電視台                           | 《望你早歸》                                                     | 白桂枝                       |
| 2016年 | 大愛電視台                           | 《我和我母親》                                                   | 簡麗香                       |
| 2017年 | 大愛電視台                           | 《車站人生》                                                     | 秀蘭                         |
| 2017年 | 大愛電視台                           | 《我綿一家人》                                                   | 金花                         |
| 2018年 | 大愛電視台                           | 《黃金大天團》                                                   | 洪靜怡                       |
| 2018年 | 大愛電視台                           | 《有你陪伴》                                                     | 鈴菁                         |
| 2019年 | 大愛電視台                           | 《程哥懺悔路》                                                   | 春蘭--                       |
| 2020年 | 大愛電視台                           | 《我家的美好時光》                                               | 鍾月桂                       |
| 2015年 | 客家電視台                           | 《日頭下月光光》戲劇小品                                         |                              |
| 2008年 | 公共電視                             | 《好兔大師》                                                     | 第十八集 千元七天生活術      |
| 2008年 | 公共電視                             | 《哎！Talkshow》                                                 | 演員                         |
| 2003年 | 好消息電視台                         | 節目錄影來賓及戲劇小品演員                                       |                              |
| 2003年 | 好消息電視台                         | 《家庭八點檔-聖誕特別節目》                                      | 錄影來賓                     |
| 2003年 | 好消息電視台                         | 《家庭八點檔-家庭購物通》                                        | 單元主持                     |
| 2007年 | Channel V                            | 《模范棒棒堂》                                                   | 國粹美女單元來賓             |
| 2009年 | 城市農夫套書DVD                      | 《輕鬆種．快樂吃》                                               | 主持人                       |
| 2010年 | 政治大學廣播電視學系D.Y.C.特製委員會 | 《老爸，你的車》                                                 | 車主老婆（以藝名吳妍琳出演） |
| 2011年 | 捌零後工作室(保羅工作室)             | 微電影《泡麵》                                                   | 女同事                       |
| 2013年 | 草根影音                             | 《草根阿里布達聊天Room》劇團經營酸甜苦辣，過癮嗎？               | 錄影來賓                     |
| 2013年 | 草根影音                             | 《草根阿里布達聊天Room》兼差主持我也想要賺！來～主持高手教教你！ | 錄影來賓                     |

### 相聲演出
- 2011赴馬來西亞參加「拾笑」國際笑星巡迴演出
- 2011新北市文化局 竹籬笆藝文季相聲演出[77]
- 2012赴天津「中國大戲院」參加「南開杯」相聲大賽示範演出
- 2012鶯歌陶瓷博物館「陶氣相聲舞台秀」
- 2012台積心築藝術季相聲演出[78]
- 2012、2015眷村藝術節相聲演出
- 2012-2015藝傳千里-表演藝術團隊巡迴基層演出活動[79][80][81][82]
- 2013《八九零零飆相聲》－天津相聲來了！[83]
- 2013、2017臺南市政府文化局「藝術進區」相聲演出[84][85][86]
- 2014台北藝穗節相聲演出[87][88]
- 2015國立新竹生活美學館主辦《2015表演藝術行動列車》[89][90][91]
- 2017世大運志工感恩餐會相聲演出
- 2017傳藝中心「六工物語」[92][93]相聲演出
- 2018赴大陸參與天津衛視笑禮相迎7月13日演出擇偶條件。於中央電視台綜藝頻道的越戰越勇節目中演出左右為男。
- 台北曲藝團歷年各相聲系列公演、巡演（2006至今） [94] ：《慶祝雙十國慶特別節目》快板書-少年Kenny[95]、《台北大碗茶》[96][97][98][99][100][101][102]、《城人故事》[103][104]、《非笑不可》[105]、《相声逗你玩》[106]、《笑．想很久》[107]、《笑迎明天》、《藝曲趣教遊》[108][109][110]、《Mr.相聲別鬧了》[111][112][113]、《快板趣哪兒》 [114][115]、《相聲趣那兒》 [114][116] [117][118][119]、《過年趣哪兒》[120][114]、兩廳院-《相聲評書小聚場-月說月high》[121][122][123][124][125]、《喜迎25》[126][127][128]、《笑侃三國》[129]、《水滸唬了誰》[130]、《苗北小劇場相聲系列》[131][132][133][134][135][136][137][138][139]……等

### 舞台劇演出（依劇團名稱序）
- BE劇團： 《女孩們．晚安》[140][141][142]、《詩/失．語關係》[143][144]（舞劇）
- 一元布偶劇團：《抱天空》、《安徒生》、《毛毛狗歷險記》[145]、《小紅帽》、《國王的新衣》、《魔力童話箱：管風琴親子音樂會》[146]……等
- 大漢玉集劇藝團：二十週年團慶《大漢茶館》舞者、《大漢劇展》銀心
- 台北新劇團：《孫臏與龐涓》飾小孫臏（2008兩岸藝術節赴北京交流演出）
- 正明龍歌劇團：《什麼戲》[147][148][149]、《阿公的話》、《阿爸的願望》
- 全民大劇團：《當岳母刺字時…媳婦是不贊成的》 [150][151][152][153] [154]、《寶島綜藝秀》
- 如果兒童劇團：《愛生氣的火神》[155]
- 屏風表演班：《王國密碼》 [156]
- 思劇場：《殘影》A Mirror Scratched Reflexon－波蘭華沙卡霞「詩」的培訓計畫呈現《匙河集》[157][158][159]
- 栢優座：《孫悟空大戰鐵扇公主》[160][161]（兒童京劇，演員兼樂隊鍵盤手）、《水滸．誰唬》[162][163]、《狹義驚懼》[164][165][166]（新京劇）、《後台真煩．看》 [167]
- 國立臺灣藝術大學：《契訶夫之海鷗》[168]
- 雅歌劇坊：閩南語音樂劇《宮牆》
- 黑門山上的劇團：《豆漿大王》、《不再一樣的人生》、《天下第一包-鼎泰豐秘笈》[169]、《大戀愛家》、《眼神》、《公園》、《愛戲園》、《最後平安夜》、《生日快樂》、《愛情．戲劇．遊樂園》(吳妍琳)[170][171]、《眼神》……等
- 臨界點具象錄：《黑白動物園》[172]
- 薪傳歌仔戲團：《金華府奇案》[173][174][175][176]、《花仙奇緣》…等演出之幕後配唱
- 希望.台灣系列首部曲-《永恆的原鄉》音樂舞台劇
- 凌波經典黃梅戲《梁祝四十》之公演、巡演

### 表演藝術教學（依單位名稱序）
- 士林高商-戲劇社老師
- 大安國中-105資優校本方案國文類科八年級課程講師[177]
- 天母感恩堂《小演員變大明星》戲劇營指導老師
- 台北市孔廟相聲說唱體驗指導老師[178]
- 台北市社教館-暑期相聲竹板老師[179][180][181][182][183][184]
- 台北曲藝團歷年各《說唱藝術營》指導老師[185][186][187][188][189][190][191]
- 台北商專話劇社-相聲、表演指導
- 台南市新營文化中心-說唱藝術夏令營-藝童愛說笑講師[192]
- 全台各級國小國中教師研習講師[193]
- 全台各級國小國中高中大學各校說唱藝術、戲劇表演專題講座、演出百餘場[194][195][196][197][198][199][200]
- 行天宮-快板樂齡班講師
- 亞樂演藝經紀-表演課程指導老師
- 青少年育樂中心-寒假說唱體驗營講師
- 泰山國小[201][202][203][204][205][206][207]、仁愛國小說唱藝術社團教師
- 國家兩廳院-說唱藝術營講師[208][209][210][211][212][213][214][215][216][217][218][219][220]
- 莊敬高職表演藝術科-特聘表演藝術業界教師
- 華視訓練中心-寒暑期說唱藝術班講師
- 集美國小-寒暑假訓練營-民族舞蹈、流行舞蹈老師[221]
- 榮嘉文化藝術教育基金會說學逗唱-小小說書人營講師[222][223]
- 樂豆國際廣告經紀-表演課程指導老師
- 黎明科技大學-表演藝術系-兼任講師

### 主持、活動演出
- 2003「平溪彩繪列車」通車活動主持
- 2003「職場獵榔，當仁不讓」記者會主持
- 2003-2005「國民健康局」-「校園巡迴獵榔活動」主持及戲劇表演三百餘場
- 2003「台灣鐵路局」 -「台鐵百變總動員總決賽」以表演鐵獅玉玲瓏得冠軍
- 2003「彩虹橋」通車晚會主持
- 2003「總統府跨年晚會」-「台灣ㄑ一ㄥˋ起來」模仿秀演員
- 2003 「INTEL處理器」-紅樓記者會～短劇及歌仔戲表演
- 2004「珍愛生命．愛的販售店」記者會主持
- 2005「世貿金融展」（元大京華及復華銀行）模仿秀表演
- 2006「六福村給您好狗運」過年活動主持
- 2006「福隆沙雕季」-活動主持
- 2006「泰豐集團」、「精星科技」、「明泰科技」-尾牙主持
- 2006「台北市衛生局」「信守承諾．珍愛一生」活動及記者會主持
- 2007「金山甘藷文化季」-鐵獅玉玲瓏表演
- 2007「展茂光電」家庭日活動主持、年終餐會主持
- 2007「詮宏空調」經銷商年會-晚會主持
- 2007「達虹科技」聖誕晚會主持
- 2007「鴻景科技」、「鴻友科技」烤肉嘉年華晚會主持
- 2007「庇護工場」中壢店開幕活動及記者會主持
- 2007「遠雄」家庭機器人記者會及親子活動表演
- 2008「健亞生技」、「宏達科技」尾牙主持
- 2011「台中谷關」-跨年活動主持
- 2011「網路影音美食」-「麵太郎」-主持人
- 2012「信義房屋」年會表演
- 2013「遠雄企業」尾牙-劇本編寫、排練指導
- 2013「村落劇演」活動主持
- 2014「扶輪社-竹塹分社」授證交接典禮晚會主持
- 2014「桃園地景藝術節」-主持人
- 2014「環球購物中心」-「花園城堡～G妞之夜」主持人[224]
- 2015「莊大衛髮型沙龍」-春酒主持[225]
- 2016「雲林西螺」-跨年活動主持[226][227][228]

### 台語配音作品
| 類別 | 劇名                    | 角色             |
| ---- | ----------------------- | ---------------- |
| 電影 | 《花田少年史》          | 村上美代子       |
| 電影 | 《喋血雙雄》            | 珍妮（葉倩文）   |
| 電影 | 《賭聖》                | 阿萍（吳君如）   |
| 電影 | 《與龍共舞》            | 十一姑（葉德嫻） |
| 電影 | 《武狀元蘇乞兒》        | 龜婆（苑瓊丹）   |
| 電影 | 《九品芝麻官》          | 如煙（蔡少芬）   |
| 電影 | 《摩登如來神掌》        | 小蠻（梅小惠）   |
| 電影 | 《逃學威龍3之龍過雞年》 | 湯茱迪（梅豔芳） |

## 外部連結
- 吳姵琳（吳佩凌）的Facebook專頁
- 吳姵琳（吳佩凌）的新浪微博
- 吳姵琳（吳佩凌）的Instagram帳戶
- 三立電視「金家好媳婦」-吳英華Sakura的Facebook專頁